# Győrújbarát
Győrújbarát – wieś i gmina w północno-zachodniej części Węgier, w pobliżu miasta Győr. Miejscowość leży na obszarze Małej Niziny Węgierskiej, w pobliżu granicy słowackiej. Administracyjnie należy do powiatu Győr, wchodzącego w skład komitatu Győr-Moson-Sopron. Gmina Győrújbarát liczy 6169 mieszkańców (styczeń 2011) i zajmuje obszar 33,61 km².